# Dalnoki Béni

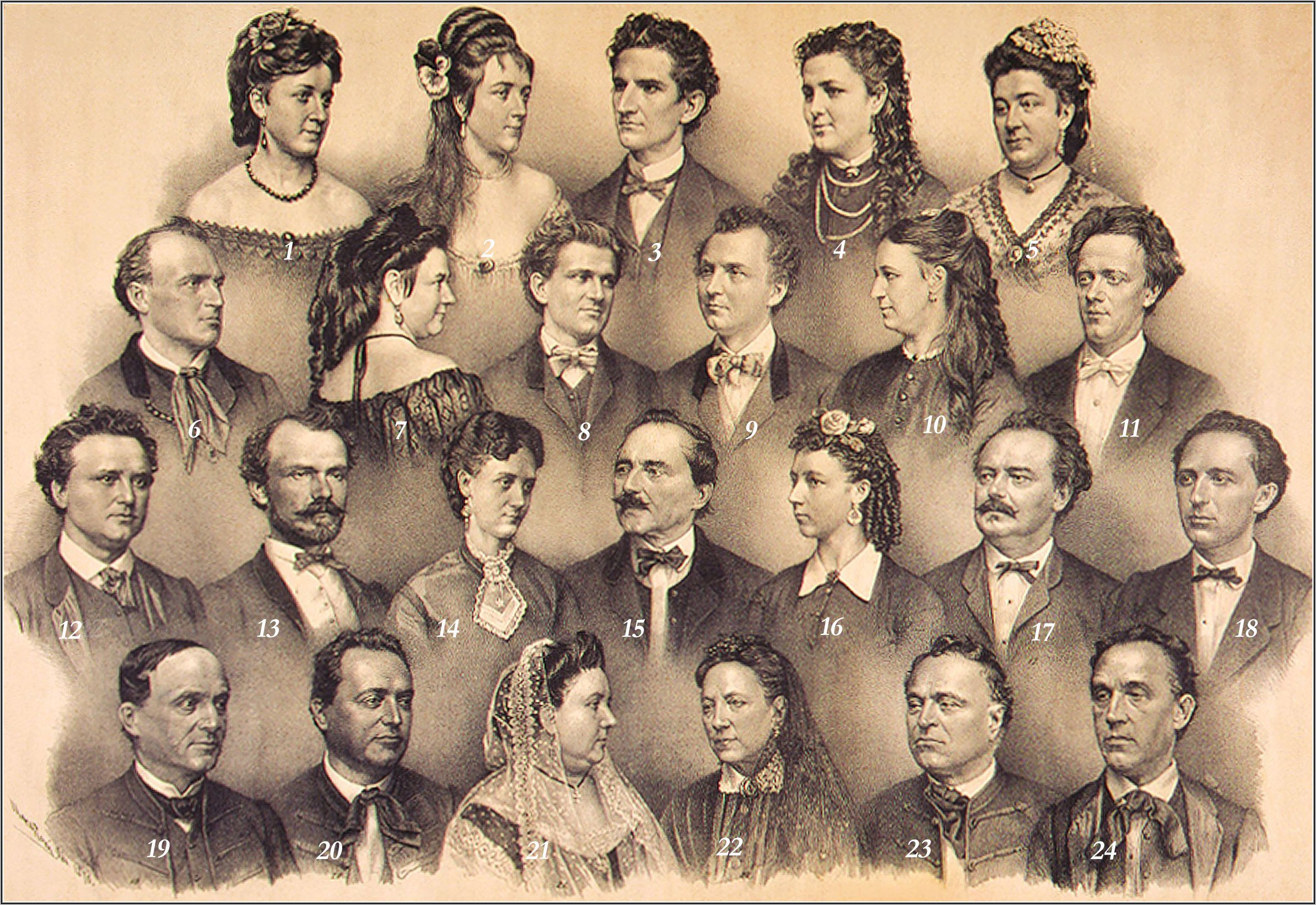
Az 1870-es debreceni színtársulatról készített tablón sorrendben a következő színészek láthatók: 1. Szakáll Róza (1848–1926); 2. Tannerné Szabó Róza, később Erkel Sándorné (1850–1922); 3. Bercsényi Béla (1844–1901); 4. Blaha Lujza (1850–1926); 5. Mándoky Béláné [Presly] Morzsai Emma (1844–1923); 6. Rónai Gyula (1828–1874); 7. Hetényi Laura, Molnárné (1830–1874); 8. Mándoky Béla (1839–1918); 9. Együd István (1838–1882); 10. Dalnoki Béniné, Konti Fáni (1842–1908); 11. Vízvári Gyula (1841–1908); 12. Gerecs János (1843–1910); 13. Dalfi Lőrinc; 14. Takács Emese, Bercsényiné (1847–1914); 15. Szabó József (1814–1875); 16. Szomolnoki Erzsi, Balla Istvánné; 17. Tanner István (1828–1878); 18. Dalnoki Béni (1838–1914); 19. Foltényi Vilmos (1820–1905); 20. Zöldi Miklós (1821–1876); 21. Foltényiné, Szákfy-Szabó Amália (1830–1901); 22. Zöldiné Szabó Julianna (1812–1886); 23. Dózsa József (1815–1886); 24. Philippovits István (1822–1885)

Dalnoki Béni, eredetileg Singer Benjámin, másként Bernát (Szabadka, 1838. május 3. – Budapest, Terézváros, 1914. január 28.) operaénekes (tenor). Dalnokiné Konti Fáni altista férje, Dalnoky Viktor dr. baritonista, rendező, fogorvos édesapja.

## Élete
Singer Sámuel és Singer Rozália fiaként született. Karénekes volt, mikor a szülővárosában vendégszereplő Havi Mihály 1857-ben három hónapi ingyenes fellépése után társulatához szerződtette. 1860-ban Reszler Istvánhoz csatlakozott, az ő igazgatása alatt énekelt először főszerepet: Lyonelt Flotow Mártájában. 1861-ben Richard Lewy énekmesternél Bécsben képezte „terjedelmes tenorhangját”. Carl Treumann is szerződtetni akarta, de ő 1862-ben Follinus János kolozsvári társulatigazgató ajánlatát fogadta el. Itt Káldy Gyula – ekkor még operarendező és karnagy – segítségével tanult be mintegy száz szerepet. Pályája csúcspontján Moritz Strakosch külföldre akarta vinni, de ekkor vette feleségül Konti Franciskát, s családját nem akarta elhagyni. 1866/1867-től már feleségével együtt Aradon, 1870. szeptember 25-től Debrecenben, később Nagyváradon és Kassán működött. 1876/77 és '78 között újra Kolozsvárott játszott. 1879. április 17-én, ismét Lyonelként, debütált Budapesten a Nemzeti Színházban. Egy év múlva ide szerződtették, innen került 1884-ben a megnyíló Operaházba tenorbuffóként. Nejét csak kórustagként alkalmazták. 1904-ben „tiszteletbeli tag” címet kapott. Ötven évnyi színpadi működés után, 1907. március 9-én volt a búcsúfellépése Adolph Adam A nürnbergi baba című egyfelvonásos vígoperájában, melyben Jonathánt énekelte, majd Offenbach Hoffmann meséi c. operájában Ferenc szolga szerepét is eljátszotta. 1914-ben hunyt el agyszélhűdésben.
Pályája első felében lírai tenor szerepeket énekelt, idősödvén áttért a buffo figurákra. „…művészi pályáján egyetlen egyszer sem mondott le szerepéről”.
Névleg – magyar állampolgárságának elnyeréséhez – az első világháború előtti években örökbe fogadta Karel Burian cseh hőstenor Wagner-énekest, aki így a Burian-Dalnoki Károly nevet is használta.

## Szerepei
- Adolphe Adam: A nürnbergi baba — Jonathán
- Bellini: Az alvajáró — Elvino
- Erkel Ferenc: Hunyadi László — V. László király
- Erkel Ferenc: Bánk bán — Ottó
- Flotow: Márta — Lyonel
- Gounod: Faust — címszerep
- Wagner trilógia – Mime
- Offenbach: Hoffmann meséi — Franz
- Rossini: A sevillai borbély — Almaviva gróf